# Joliot (cràter)
Joliot és un gran cràter d'impacte que es troba en la cara oculta de la Lluna, just després del terminador oriental. En aquesta localització es troba en una regió de la superfície que apareix a la vista durant les libracions favorables, encara que només s'albira lateralment. Per tant, per veure aquest cràter detalladament s'ha de fer des de vehicles en òrbita.

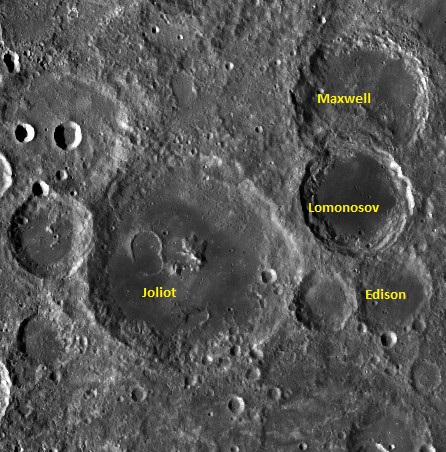
Localització de Joliot. Fotografia de la missió LRO

El cràter es troba a les franges septentrionals de la regió inundada de lava de la superfície associada amb el Mare Marginis al sud. El cràter Lomonosov es localitza just a l'est-nord-est, i Lyapunov està unit a la vora occidental. També està unit al bord nord-oest, també adjacent a Lyapunov, el cràter Rayleigh. Al sud-oest de Joliet apareix Hubble, i més al sud es troba Al-Biruní.
La vora exterior de Joliet està desgastada i una mica desintegrada, particularment en les seccions nord i sud, on la paret externa consisteix en poc més que crestes irregulars i petits cràters. La vora està una mica més intacta a l'est, i particularment en el costat oest, on es recolza en les formacions de cràters adjacents.
El sòl interior ha estat inundat en el passat per lava basáltica, deixant una superfície relativament aplanada que té una albedo més baixa que el terreny circumdant i, per tant, apareix més fosc. Parts del sòl han estat recobertes pel sistema de marques radials del cràter més recent Giordano Bruno, situat al nord-est.
El sòl cobert de lava conté diverses restes de palimpsestos, sent el més gran una formació allargada a l'oest del punt mitjà. El cràter presenta una formació de pic central.

## Cràters satèl·lit

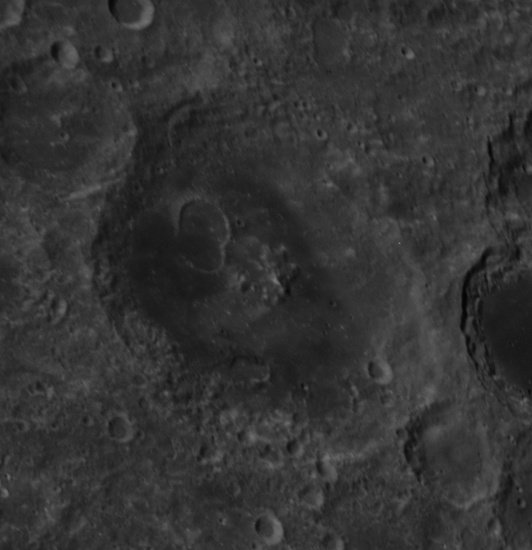
Fotografia de la missió Apol·lo 14

Per convenció aquests elements són identificats en els mapes lunars posant la lletra en el costat del punt central del cràter que està més proper a Joliot.
|        | \| Joliot \| Coordenades \| Diàmetre \| \| ------ \| ------------------------------------ \| -------- \| \| P \| 22° 12′ N, 91° 54′ E / 22.2°N,91.9°E \| 12 km \| |          |
| Joliot | Coordenades | Diàmetre |
| P      | 22° 12′ N, 91° 54′ E / 22.2°N,91.9°E | 12 km    |